# Deutsche Gesellschaft zur Rettung Schiffbrüchiger

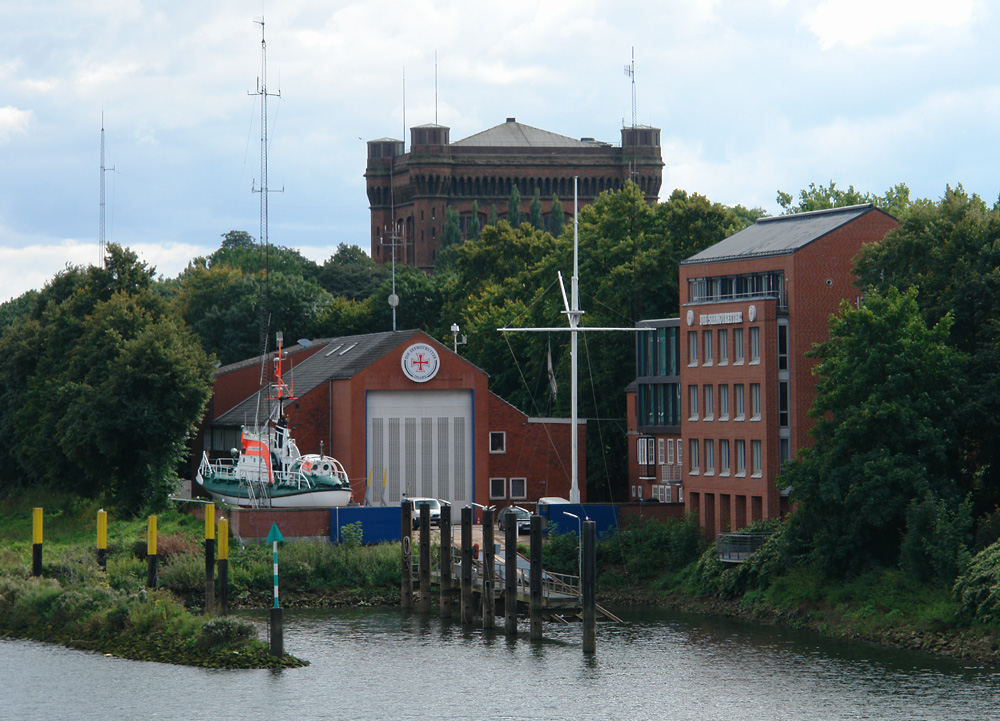
DGzRS-Zentrale in Bremen

Die Deutsche Gesellschaft zur Rettung Schiffbrüchiger (DGzRS) ist die deutsche nichtstaatliche Seenotrettungsorganisation, die für den Such- und Rettungsdienst (SAR: Search and Rescue) bei Seenotfällen im deutschen Teil der Nord- und Ostsee auf dem Gebiet der Bundesrepublik Deutschland zuständig ist. Für diese Aufgabe werden 60 Rettungsboote unterschiedlicher Größe auf 55 Stationen eingesetzt.
Die Gesellschaft wurde 1865 in Kiel gegründet. 1910 bestand ein durchgängiges Netz mit 129 Rettungsstationen von Borkum bis Ostpreußen. Die Retter haben bisher rund 86.000 Seeleute und Wassersportler aus Seenot gerettet oder Gefahren befreit (Stand 2021). Die DGzRS erhält keine staatlichen Gelder und deckt den größten Teil ihrer Kosten durch freiwillige Zuwendungen.
Eine andere Organisation ist die Deutsche Lebens-Rettungs-Gesellschaft. Sie konzentriert sich auf die Verhinderung von Schwimmunfällen an der Küste und den Binnengewässern.

## Aufgaben und Organisation

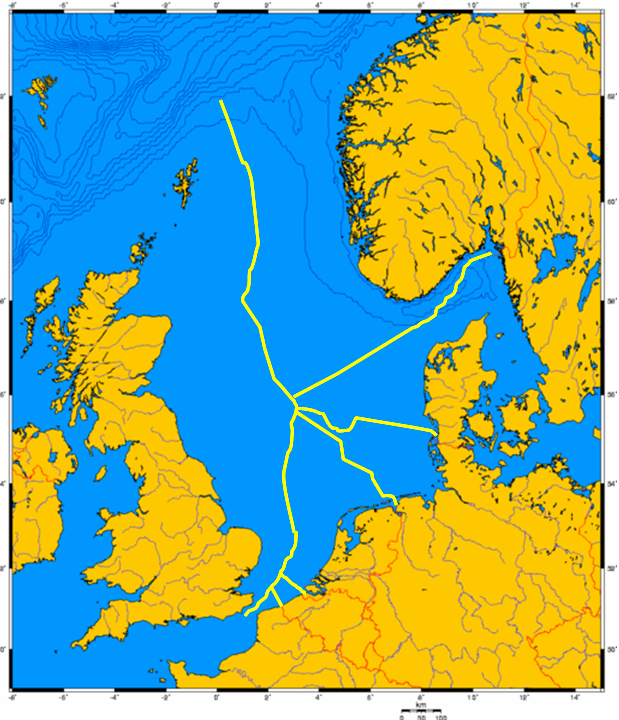
Wirtschaftszonen in der Nordsee, der Entenschnabel entspricht dem deutschen Anteil

Die Gesellschaft, wie die DGzRS an der Küste auch kurz genannt wird, führt ihre Aufgaben eigenverantwortlich und unabhängig durch. Einsatzzentrale für alle Maßnahmen im maritimen SAR-Dienst der Bundesrepublik ist die Rettungsleitstelle See, die jederzeit über Bremen Rescue Radio erreicht werden kann. International tritt sie als Maritime Rescue Coordination Centre Bremen (MRCC Bremen) auf und überwacht die deutschen Hoheitsgewässer und die deutschen ausschließlichen Wirtschaftszonen, die bis zu 400 km wie ein „Entenschnabel“ in die Nordsee reichen. Über eine Küstenlinie von insgesamt 3.660 km unterhält die DGzRS 55 Rettungsstationen (Stand 2018) zwischen der Emsmündung im Westen (westlichste Station ist Borkum) und der Pommerschen Bucht im Osten (östlichste Station ist Ueckermünde). Darüber hinaus ist das MRCC Bremen auch international tätig, da es gemäß SAR-Abkommen im Verbund mit den angrenzenden Staaten und deren MRCC arbeitet und für deutsche Schiffe und deutsche Seeleute jederzeit und an jedem Punkt der Erde Unterstützung bietet.
Zusätzlich zu den Rettungsstationen unterhält die Gesellschaft eine SAR-Schule in Bremen mit einer Außenstelle in Neustadt in Holstein, bei der für Trainingszwecke umgewidmete Rettungseinheiten sowie das eigens für Übungszwecke gebaute Trainingsschiff Carlo Schneider zur Verfügung stehen. Der Gesellschaft gehören 279 fest angestellte Beschäftigte an, von denen 180 als Seenotretter die Besatzungen der Seenotrettungskreuzer (SK) stellen. Die Freiwilligenstationen mit den Seenotrettungsbooten (SRB) werden von 800 ehrenamtlichen Seenotrettern besetzt. Weitere fast 600 ehrenamtliche Mitarbeiter unterstützen die Gesellschaft in der Öffentlichkeitsarbeit an Land bei ihren Spendensammlungen, Vorträgen oder Messen. Sitz der Gesellschaft ist Bremen.
Seit 1872 ist die DGzRS vom Bremer Senat als juristische Person anerkannt und gilt damit als Altrechtlicher Verein, der nicht den Zusatz „e. V.“ führt. Nachdem die Bundesrepublik Deutschland am 19. April 1982 dem internationalen Übereinkommen von 1979 über Suche und Rettung auf See (SAR) offiziell beigetreten war, mussten die Vertragsvorgaben für die Bundesrepublik Deutschland umgesetzt werden. Da die SAR-Dienste auf See schon vorher durch die DGzRS wahrgenommen wurden, hat das zuständige Bundesministerium für Digitales und Verkehr (BMDV) der DGzRS den staatlichen Auftrag erteilt, die Such- und Rettungsaktivitäten im deutschen Seegebiet zu koordinieren.
Die DGzRS ist Vollmitglied der International Maritime Rescue Federation (IMRF), des weltweiten Bündnisses der Seenotrettungsdienste, das alle vier Jahre den World Maritime Rescue Congress veranstaltet. Zu ihrem 150. Geburtstag war die DGzRS Gastgeber dieser Tagung, die vom 1. bis 4. Juni 2015 in Bremerhaven stattfand. Durch Fachvorträge und Arbeitsgruppen gab es einen umfassenden Gedanken- und Erfahrungsaustausch der mehr als 300 Delegierten und Kongressteilnehmer. Das vorher und bis dahin einzige Mal in ihrer langen Geschichte war die DGzRS im Juni 1959 Gastgeber dieser Veranstaltung.
Die Gesellschaft gibt regelmäßig ein kostenloses Jahrbuch mit einer Übersicht ihrer Einsätze heraus.

## Finanzierung
Die Gesellschaft ist eine gemeinnützige Hilfsorganisation und finanziert ihren Kernauftrag – die Suche und Rettung von Menschen – durch freiwillige Zuwendungen, wozu zu einem geringen Teil auch Geldauflagen aus der Einstellung von Strafverfahren zählen. Technische Hilfeleistungen stellt sie zumindest teilweise in Rechnung, Krankentransporte bekommt sie von den Krankenkassen erstattet. Steuergelder erhielt sie nach eigenen Angaben nur jeweils nach den beiden Weltkriegen zum Wiederaufbau ihrer Rettungsflotte, seit 1957 gar nicht mehr. Einnahmen stammen z. B. aus Mitgliedsbeiträgen und Spenden (ca. 74–76 %), Nachlässen, Kondolenzen u. Ä. (ca. 7–8 %), Beiträgen aus der Schifffahrt (ca. 7–9 %), Sammelschiffchen (ca. 6 %) sowie Zuwendungen aus Geldauflagen (ca. 3–5 %). 2017 beliefen sich die allgemeinen Sammlungserlöse auf 23,1 Mio. Euro. Zusammen mit den zweckgebundenen außergewöhnlichen Spenden und den Zuwendungen aus Stiftungen und Erbschaften betrugen die Gesamteinnahmen 39,5 Mio. Euro.
Von den gesamten Einnahmen gehen jedes Jahr rd. 85 % in den Rettungsdienst, 10 % sind für Öffentlichkeitsarbeit und 5 % Verwaltungskosten. Eine interne Revision sowie ein Wirtschaftsprüfer sorgen für eine regelmäßige Kontrolle der anvertrauten Mittel. Daneben wird die DGzRS regelmäßig durch das Finanzamt auf ihre Gemeinnützigkeit überprüft. Als Mitglied des Deutschen Spendenrats e. V. hat sich die DGzRS verpflichtet, ihre Strukturen, Tätigkeiten, Projekte und Finanzen offenzulegen und in einem Jahresbericht Rechenschaft über ihre Arbeit abzulegen.
Die Sammelschiffchen (Spendendosen) in Form eines Ruderrettungsbootes gehören in den Küstenländern zum Alltag und haben in vielen öffentlichen Einrichtungen und Lokalen einen „Ankerplatz“, um möglichst vielen Menschen die Gelegenheit zu bieten, das Schiffchen zu „beladen“. Als Anerkennung ihrer Arbeit widmete die Deutsche Bundespost zum 125-jährigen Bestehen der DGzRS eine Briefmarke mit dem Motiv des Sammelschiffchens.

## Geschichte

### Vorhergehende Organisationen

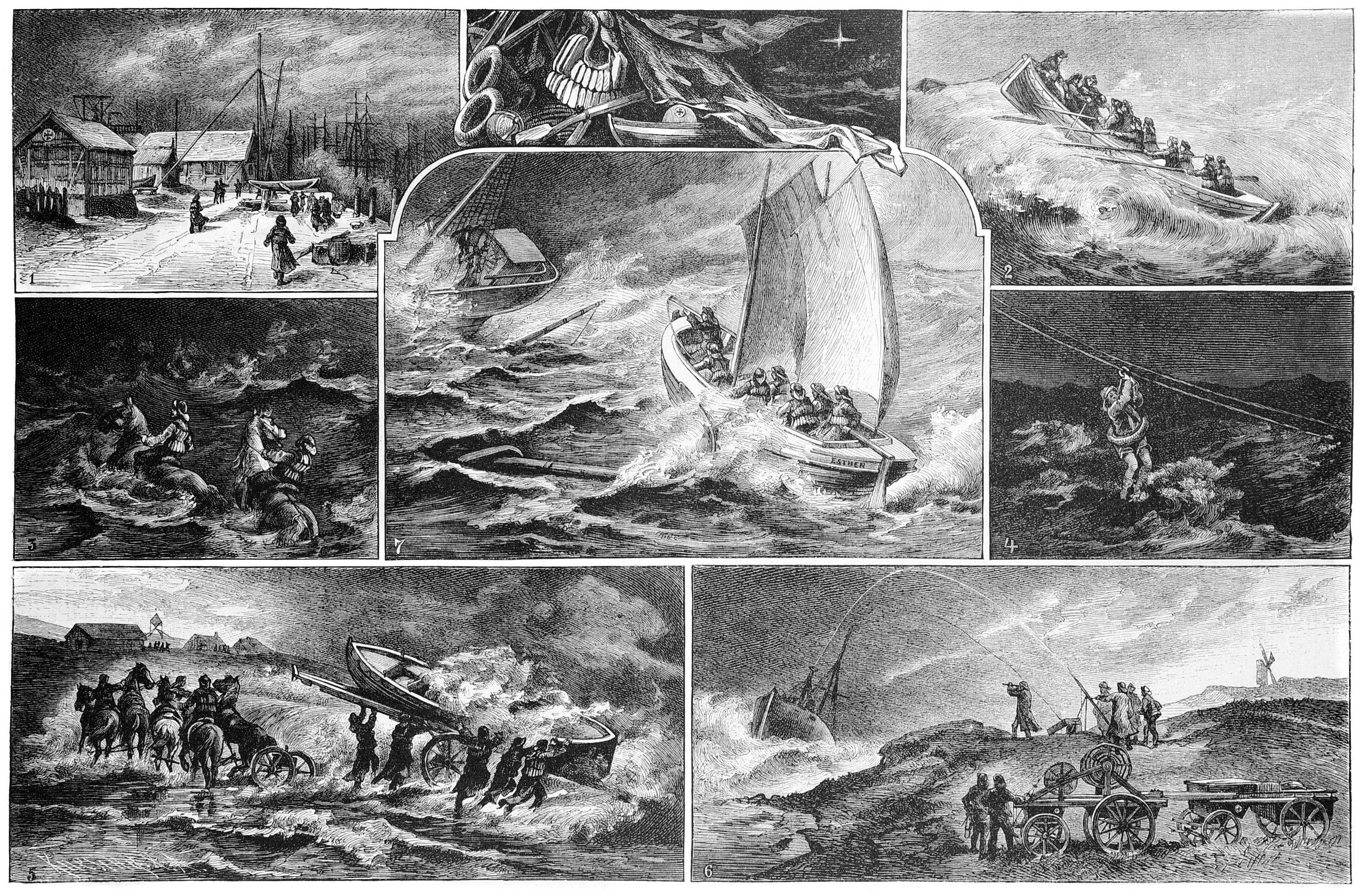
DGzRS Technik und Einsatz, 1880

Mit der Verbreitung humanistischen Gedankenguts rückten auch die menschlichen Schicksale von Schiffbrüchigen in das Bewusstsein der Bevölkerung, sodass die Seenotrettung vermehrt als notwendige Aufgabe von der Öffentlichkeit bzw. deren Regierungen begriffen wurde.
Erste Ansätze zu einem staatlichen Seenotwesen waren in Preußen zu verzeichnen, wo bis 1850 ein vergleichsweise dichtes Netz von rund 20 Stationen zur Seenotrettung an der Ostseeküste zwischen Vorpommern und Ostpreußen aufgebaut wurde. Belegt ist die erste Station von 1802 in Memel, dem heutigen Klaipėda, für die die dortige Kaufmannschaft ein Ruderrettungsboot stiftete. Die Rettungsstationen waren dem preußischen Lotsenwesen angeschlossen und die Boote wurden im Einsatzfall mit Lotsen besetzt. Auch das Großherzogtum Mecklenburg-Schwerin (1847) oder das Königreich Hannover (1837) zeigten Bemühungen um ein organisiertes Rettungswesen an ihren Küsten. Jedoch verhinderte die staatliche Zersplitterung die Bildung einer deutschen Rettungsgesellschaft nach holländischem oder englischem Vorbild. Die Vorgängerinnen von KNRM und RNLI waren schon seit 1824 erfolgreich tätig.

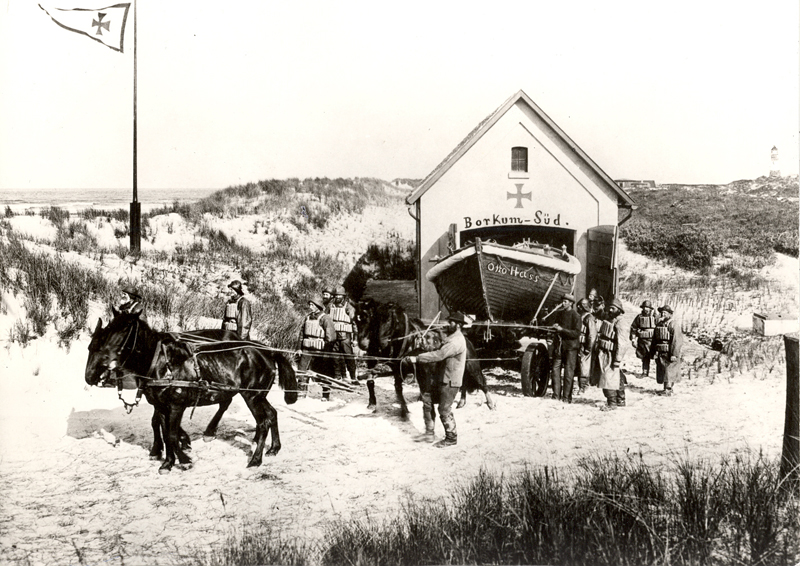
Alte Ansicht des Borkumer Rettungsschuppens

In der Mitte des 19. Jahrhunderts verunglückten jährlich circa 50 Schiffe vor den deutschen Nordseeinseln. Mangelnde Ausrüstung – es gab gerade mal ein einziges Rettungsboot auf Norderney – und das noch geltende Strandrecht verhinderten oft Rettungsmaßnahmen. Eines der Unglücke war der Untergang der Johanne 1854 vor Spiekeroog, der 84 Auswanderer das Leben kostete. Von solchen Katastrophen bewegt, folgten Aufrufe zur Bildung eines nationalen Rettungswerkes. Aber erst 1861 wurden unabhängig voneinander in Emden und Hamburg sowie 1863 in Bremerhaven Rettungsvereine gegründet. Die ersten Rettungsstationen wurden auf Juist und Langeoog vom Verein zur Rettung Schiffbrüchiger in Ostfriesland eingerichtet. Einige Jahre später gründeten sich weitere private Vereine an der Ostseeküste zwischen Kiel und Danzig.

### Gründung einer einheitlichen Gesellschaft
Um der uneffektiven Vereinzelung entgegenzuwirken, fand auf Initiative des Bremer Vereins am 29. Mai 1865 in Kiel die Gründungsversammlung der Deutschen Gesellschaft zur Rettung Schiffbrüchiger statt. Das Ziel war die Errichtung eines national einheitlich organisierten Rettungswesen für die Rettung von Menschen aus Seenot. Nur damit konnten die praktischen Voraussetzungen geschaffen werden, um längs der deutschen Küsten einen Standard für Rettungsstationen und deren Ausrüstung zu gewährleisten und für das Rettungswerk national Spenden einzusammeln.
Zu den Initiatoren gehörten Adolph Bermpohl, Georg Breusing und Arwed Emminghaus. Erster Vorsitzer war der Mitbegründer des Norddeutschen Lloyds Konsul Hermann Henrich Meier. Seinem Wirken war es zu verdanken, dass 1867 Wilhelm I, König von Preußen und ab 1871 Deutscher Kaiser, das „Protectorat“ für die DGzRS übernahm. Dies bewog die bisher noch nicht vollständig angeschlossenen Vereine in Emden, Hamburg und Stralsund zum endgültigen Beitritt, die damit zu Bezirksvereinen der DGzRS wurden. Durch den Anschluss des Neuvorpommerschen-Rügenschen Vereins kamen schon die ersten preußischen Stationen in diesem Bereich zur DGzRS, sodass 10 Jahre nach Gründung 91 Stationen zu verzeichnen waren. Bis 1887 konnten auch die restlichen Rettungsstationen von Preußen bis zur russischen Grenze an die DGzRS übertragen werden. 1890, 25 Jahre nach der Gründung, verfügte die Gesellschaft zwischen Borkum und Nimmersatt über 111 Stationen und gliederte sich in 58 Bezirksvereine. Das einheitlich ausgerüstete Netz wuchs bis 1910 weiter auf insgesamt 129 Stationen und hatte zu dem Zeitpunkt die größte Ausdehnung während ihrer Geschichte.

### Die Gesellschaft im 20. Jahrhundert

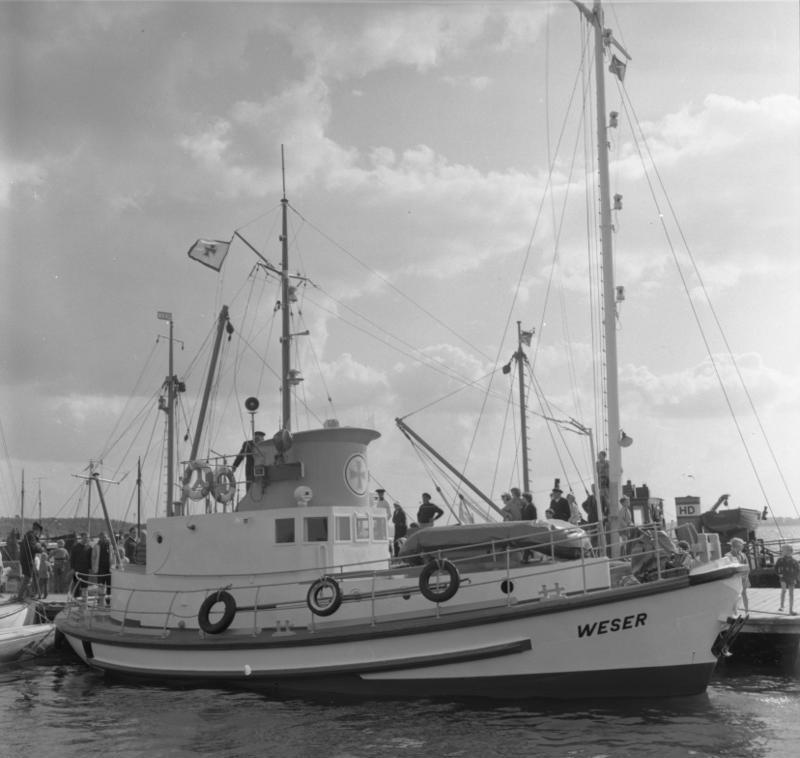
Motorrettungsboot Bj. 1944 WESER (II), (1961)

Nach dem Ersten Weltkrieg musste die Gesellschaft ihre Stationen im Raum Danzig sowie auf der nun dänischen Insel Rømø aufgeben. Durch die expandierende Luftfahrt kam ein weiteres Aufgabenfeld für die DGzRS hinzu als 1928 erstmals ein Luftnotfall ein Flugboot zur Notwasserung auf der Ostsee zwang. Mit der Verbreitung der Motorentechnik war eine Steigerung der Reichweite und der Geschwindigkeit verbunden, die in der Folge zur Reduzierung der Stationsanzahl führte. Eine Kalkulation der RNLI für die notwendige Anzahl englischer Station sah beispielsweise vor, dass zwei Motorboote bis zu fünf Ruder- bzw. Segelboote ersetzen könnten.
Während des Zweiten Weltkrieges wurden die Schiffe der Gesellschaft vom Seenotdienst der deutschen Luftwaffe angefordert und zu den Kriegsschauplätzen abgeordert. Sie waren mit dem Roten Kreuz versehen und standen unter dem Schutz der Genfer Konventionen. Es erfolgten neben den üblichen Rettungseinsätzen von Seeleuten auch Rettungseinsätze für abgeschossene Flieger aller Kriegsparteien. Dieser Einsatz für Freund und Feind und der Bekanntheitsgrad der Gesellschaft sorgten bei den englischen und amerikanischen Besatzern für Unterstützung beim Wiederaufbau aller Tätigkeiten nach dem Krieg.
Durch die Deutsche Teilung verlor die Gesellschaft den größten Teil ihrer Stationen an der Ostsee. Die Stationen in Pommern und Ostpreußen gelangten unter die Herrschaft von Polen und Russland und in der DDR wurde parallel der Seenotrettungsdienst der DDR aufgebaut. Daher verfügte die Gesellschaft 1965, 100 Jahre nach ihrer Gründung, nur noch über 21 Rettungsstationen, von denen 1969 acht über einen Seenotkreuzer verfügten. Mit der deutschen Wiedervereinigung im Jahr 1990 kehrte die Gesellschaft auf ihre angestammten Stationen in Mecklenburg-Vorpommern zwischen Poel und Ueckermünde zurück und übernahm die Stationen und das Personal des Seenotrettungsdienstes der DDR.
An der Werderstraße 2/4 in Bremen entstand bis 1954 nach Plänen von Friedrich Schumacher der Hauptsitz der DGzRS mit der Funkzentrale. Daraus entwickelte sich die Betriebsführungszentrale für alle Rettungseinheiten auf Nord- und Ostsee und 1982 die Seenotleitung Bremen, die sich seit 2022 als Rettungsleitstelle See bezeichnet.

### DieDGzRS - Die Seenotretter -im 21. Jahrhundert

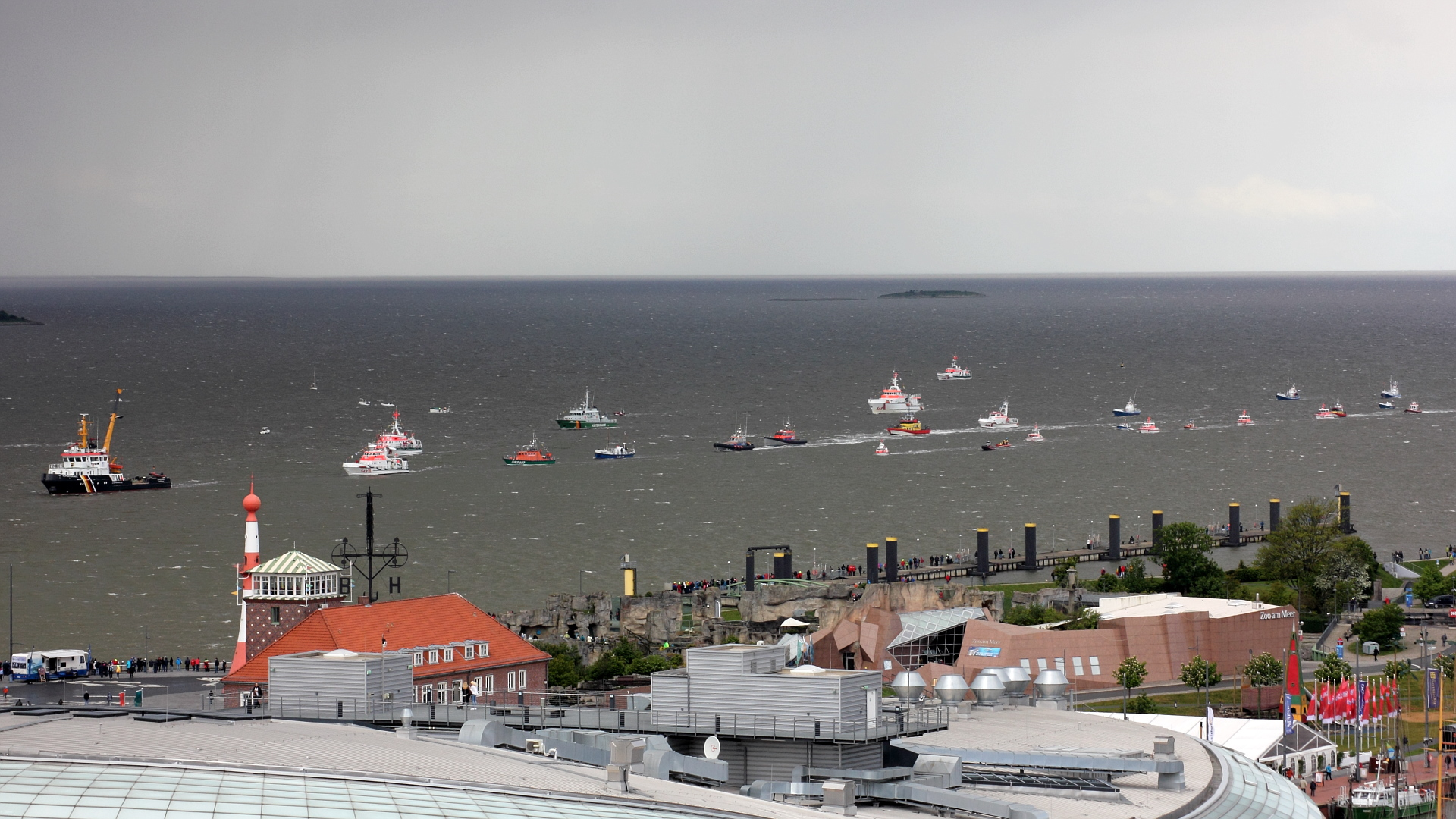
Schiffsparade zum 150. Geburtstag der DGzRS auf der Weser vor Bremerhaven (2015).

Seit 2007 bezeichnet sich die Gesellschaft in der Öffentlichkeit als DGzRS – Die Seenotretter. Über die DGzRS Service GmbH werden Merchandising-Artikel der Gesellschaft vertrieben, die einen kleinen Beitrag zur Finanzierung liefern.
Im Jahr 2015 feierte die DGzRS ihren 150. Geburtstag. Am 30. Mai 2015 fand aus diesem Anlass eine Schiffsparade auf der Weser vor Bremerhaven statt. Neben vielen eigenen Schiffseinheiten beteiligte sich auch eine große Zahl historischer und aktiver Seenotrettungsboote und -schiffe befreundeter europäischer Seenotrettungsorganisationen an der Parade.

## Entwicklung der seetechnischen Ausrüstung

### Ruderrettungsboote

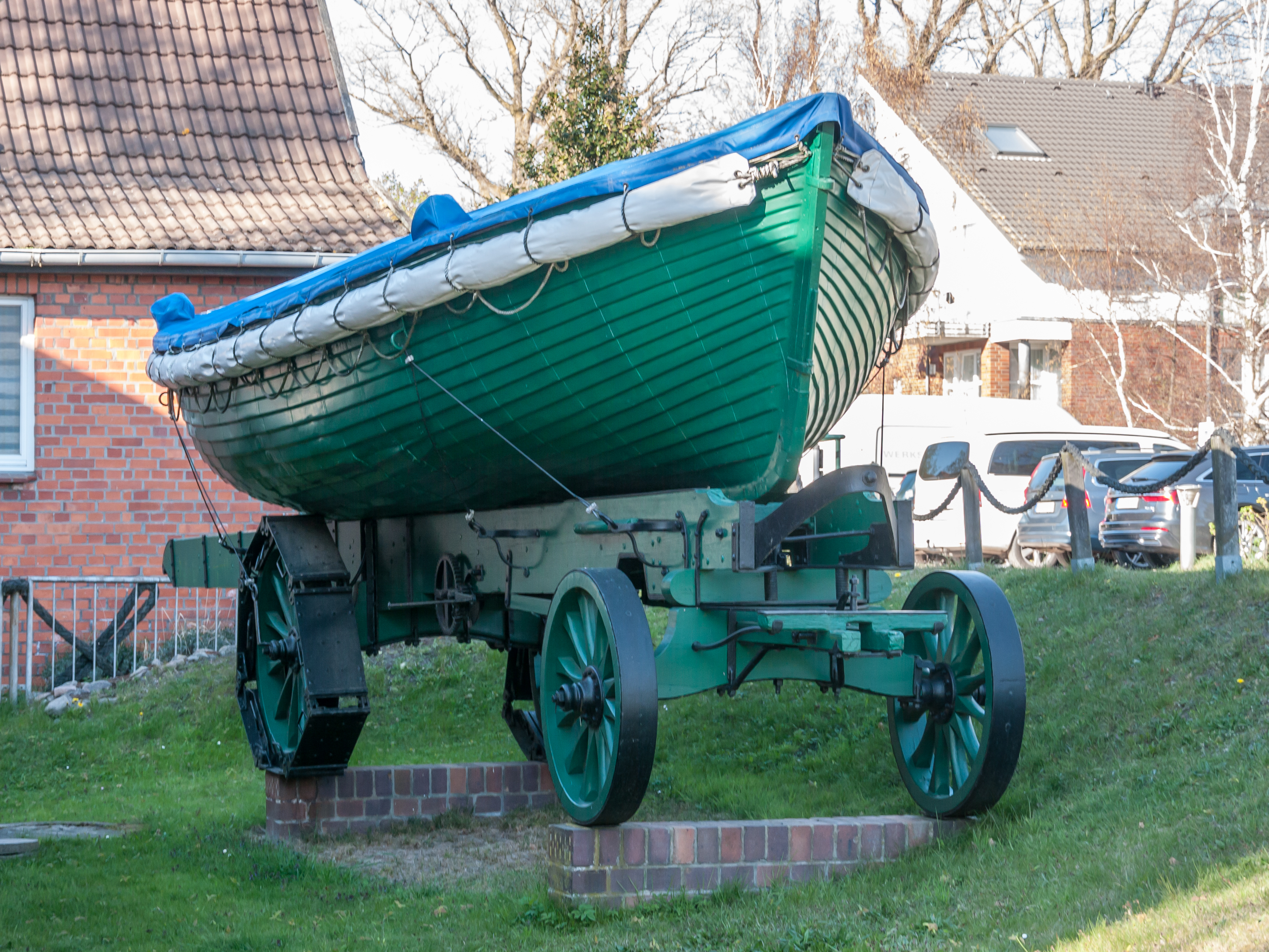
Deutsches Normalrettungsboot

In der Anfangszeit der Seenotrettung standen nur geruderte Rettungsboote als seegängige Einsatzmittel zur Verfügung, die meist von lokalen Bootsbauern aus Holz gefertigt und eigentlich Fischerboote waren. Erst durch die organisierte Seenotrettung im 19. Jahrhundert erfolgte eine gewisse Standardisierung und die Spezialisierung für diesen Zweck.
Durch die Vorgängergesellschaften gelangten die vorhandenen offenen Ruderrettungsboote zur DGzRS. Mehrheitlich waren dies amerikanische Francis-Boote aus kanneliertem Eisen. Dagegen waren die hölzernen Peake-Boote aus England doppelt so schwer, hatten aber den Vorteil der Selbstlenzung und Selbstaufrichtung. Für den Einsatz in den deutschen Küstengewässern waren aber beide Typen nicht optimal geeignet, da sie unter anderem nicht gesegelt werden konnten.
Daher entwickelte die DGzRS in den 1870er Jahren einen eigenen Typ Rettungsboot, der den Verhältnissen an Nord- und Ostsee besser angepasst war. Die standardisierten und unsinkbaren Boote waren im Regelfall 7,5 oder 8,5 Meter lang und hatten einen geringen Tiefgang von 35 Zentimeter. In der Folge wurden alle alten Boote durch das Deutsche Normalrettungsboot abgelöst. Für längere Anfahrtswege besaßen sie eine Hilfsbesegelung. 1890 verfügte die Gesellschaft über insgesamt 75 Rettungsboote, deren Anzahl bis 1913 auf 95 anstieg. Selbst nach Stationierung eines Motorrettungsboots behielten einzelne Stationen ihr Ruderrettungsboot als Reserve im Rettungsschuppen. Zu Beginn des Zweiten Weltkriegs standen noch 55 Ruderrettungsboote auf den Stationen. Der letzte dokumentierte Einsatz eines Ruderrettungsboots bei der DGzRS stammt aus dem Jahr 1942.

### Mörser und Raketen

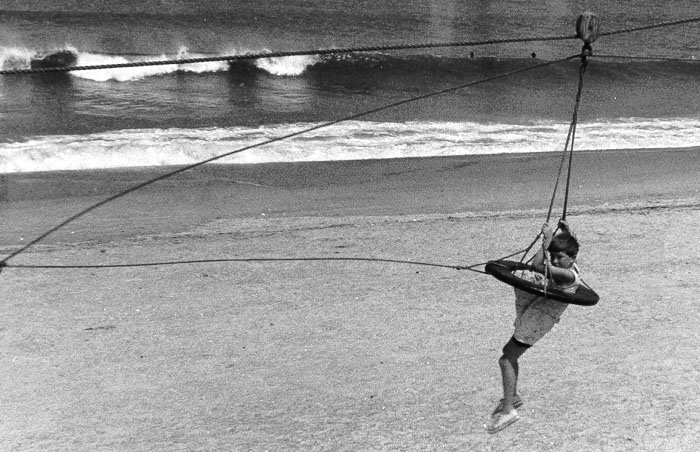
Rettung mit der Hosenboje

Zur Hilfeleistung bei Havarien direkt vor der Küste hatten die Vorgängergesellschaften Manbysche Mörser angeschafft. Damit konnte eine erste Leinenverbindung zu einem gestrandeten Schiff hergestellt werden, sodass anschließend mit einer Hosenboje die Besatzung an Land geholt werden konnte. Die Mörsertechnik hatte aber den Nachteil, dass aufgrund der hohen Anfangsgeschwindigkeit der verschossenen Kugeln die angebundene Leine häufig riss.
Die DGzRS suchte daher nach Alternativen im Ausland, wo man mit der Raketentechnik erste Erfahrungen gesammelt hatte. Raketen hatten den entscheidenden Vorteil, dass wegen der geringeren Anfangsgeschwindigkeit die angebundenen Leinen nicht so schnell abrissen. Die erfolgreichen deutschen Versuche beim königlich-preußischen Feuerwerkslaboratorium führten ab 1866 zur Einführung der Spandauer Raketen. Der zugehörige Raketenapparat mit der erforderlichen Zusatzausrüstung war auf zwei Spezialwagen verladen, mit denen die Einrichtung mittels Pferden zum Einsatzort gezogen werden konnte. Der Apparat war deutlich leichter als der schwere Mörser und konnte eine maximale Reichweite von 700 Metern erzielen. Die deutlich effektivere Raketentechnik sorgte für eine allmähliche Ablösung der Manbyschen Mörser. Die letzte 'Raketenrettung' bei der DGzRS fand 1954 vor Grömitz statt. Zur Herstellung von Leinenverbindungen nutzt die Gesellschaft heutzutage pneumatische Leinenwurfgeräte, die kleiner und umweltfreundlicher sind und dadurch auf jeder Rettungseinheit mitgeführt werden.

### Motorrettungsboote

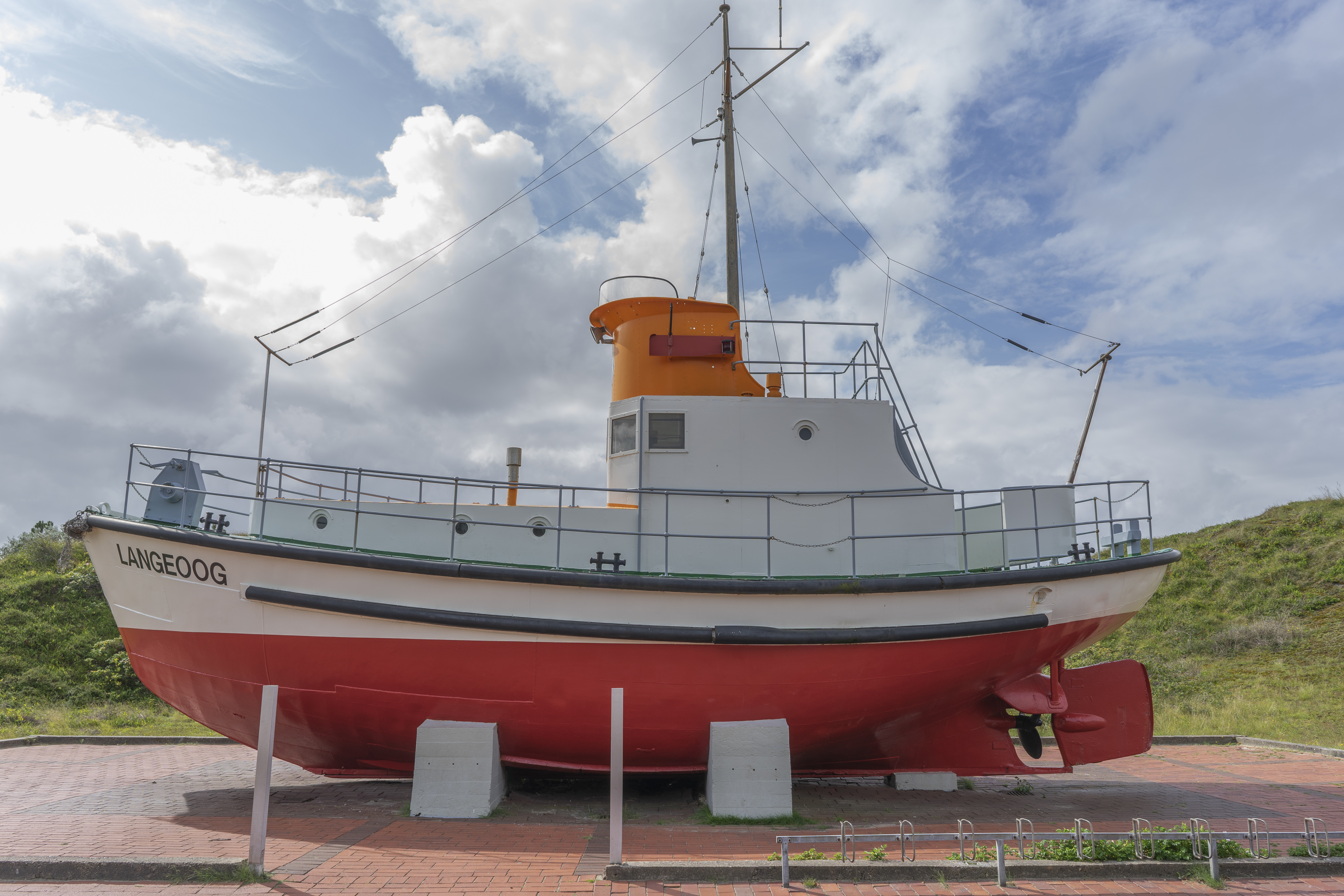
MRB mit Turmaufbau

Motorrettungsboote (MRB) kamen ab 1911 zur DGzRS und bildeten bis in die 1950er Jahre das Rückgrat der Flotte. Der zunächst nur zaghafte Ausbau der Motorisierung bekam Mitte der 1920er Jahre durch die Entwicklung von kleineren und zuverlässigeren Dieselmotoren einen Schub, sodass zu Beginn des Zweiten Weltkriegs 40 Motorrettungsboote im Bestand der DGzRS verzeichnet waren. Viele Boote hatten noch eine Hilfsbesegelung, deren Mast einen Korb als Ausguck trug. Dies führte zum Turmaufbau über dem Steuerstand, den die zuletzt im Krieg gebauten MRB schon ab Werft erhielten.
Durch die mit der Zeit eingeführte gedeckte Bauweise erhielt die Besatzung etwas Schutz vor Wind und Wellen. Mit dem Einbau einer Heizung zog auch ein wenig Komfort an Bord ein und zur Versorgung von Verletzten erhielten die Boote eine Erste-Hilfe-Ausrüstung. Zur technischen Ausrüstung gehörte der Einbau einer Stromversorgung für den aufkommenden Funk, die Beleuchtung und das Nebelhorn. Die Leistung der Dieselmotoren betrug bis zu 200 PS, mit denen aufgrund der Rumpfform als Verdränger nur ca. 10 Knoten als maximale Geschwindigkeit möglich waren. Das letzte Motorrettungsboot der DGzRS ging 1981 außer Dienst.

### Seenotrettungskreuzer

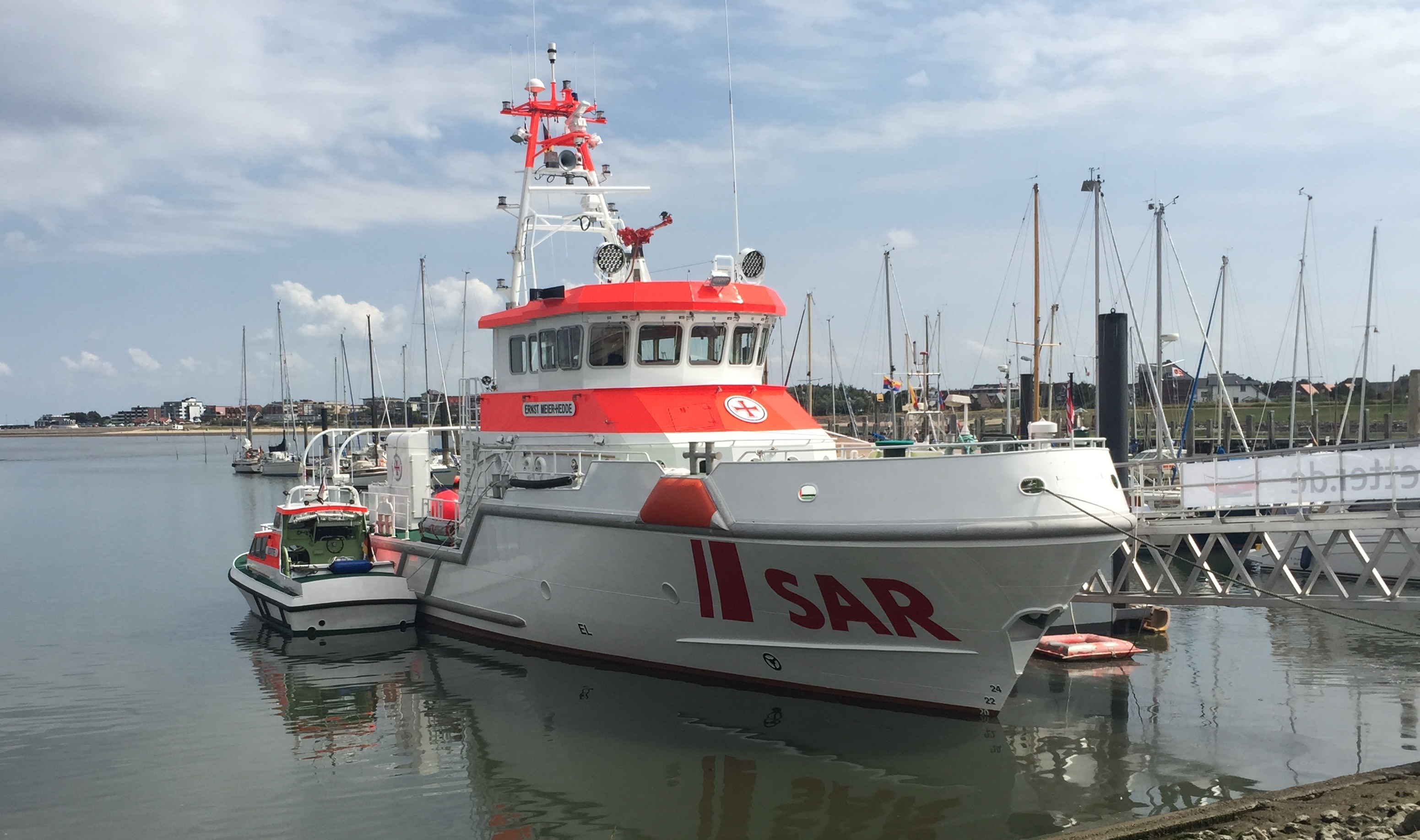
Aktueller SRK der 28-m-Klasse Bj. 2015

Mit der Vision für ein Motorrettungsboot der Zukunft schuf die DGzRS in den 1950er Jahren mit den Seenotrettungskreuzern (SRK) eine innovative Klasse moderner und vielseitig einsetzbarer Rettungsboote für den Schwerwettereinsatz. Kennzeichnend ist das ständig einsatzbereit mitgeführte Tochterboot. Alle Kreuzer sind als Selbstaufrichter konzipiert und besitzen einen Doppelrumpf auf Basis eines Netzspantensystems aus seewasserbeständigem Leichtmetall, der für eine hohe Festigkeit sorgt und vor Leckagen und Beschädigungen schützt. Mit der Rumpfform als Halbgleiter erreichen die Kreuzer Geschwindigkeiten von 20 bis 25 Knoten.
Es gab und gibt größere Einheiten für die exponierten Stationen und kleinere zur Seenotrettung in den küstennahen See- und Wattgebieten. Zusätzlich hat die DGzRS jeweils einen größeren Kreuzer für die Nord- bzw. die Ostsee in Dienst gestellt. Zwanzig leistungsstarke Seenotkreuzer bilden heute das Rückgrat der Flotte, die an den wichtigsten Zufahrten der deutschen Häfen stationiert sind. Alle Kreuzer werden von einer professionellen Besatzung gefahren und stehen jederzeit auf den 18 Stationen zum umgehenden Einsatz bereit. Aktuell werden von der DGzRS sechs Baureihen vorgehalten:
- 27,5-Meter-Klasse – seit 1985
- 23-Meter-Klasse – seit 1996
- 46-Meter-Klasse – seit 2003
- 20-Meter-Klasse – seit 2010
- 36,8-Meter-Klasse – seit 2012
- 28-Meter-Klasse – seit 2015

Die technischen Daten aller jemals gebauten Kreuzer und eine Karte der aktuellen Stationierungsorte enthält der Hauptartikel.

### Seenotrettungsboote

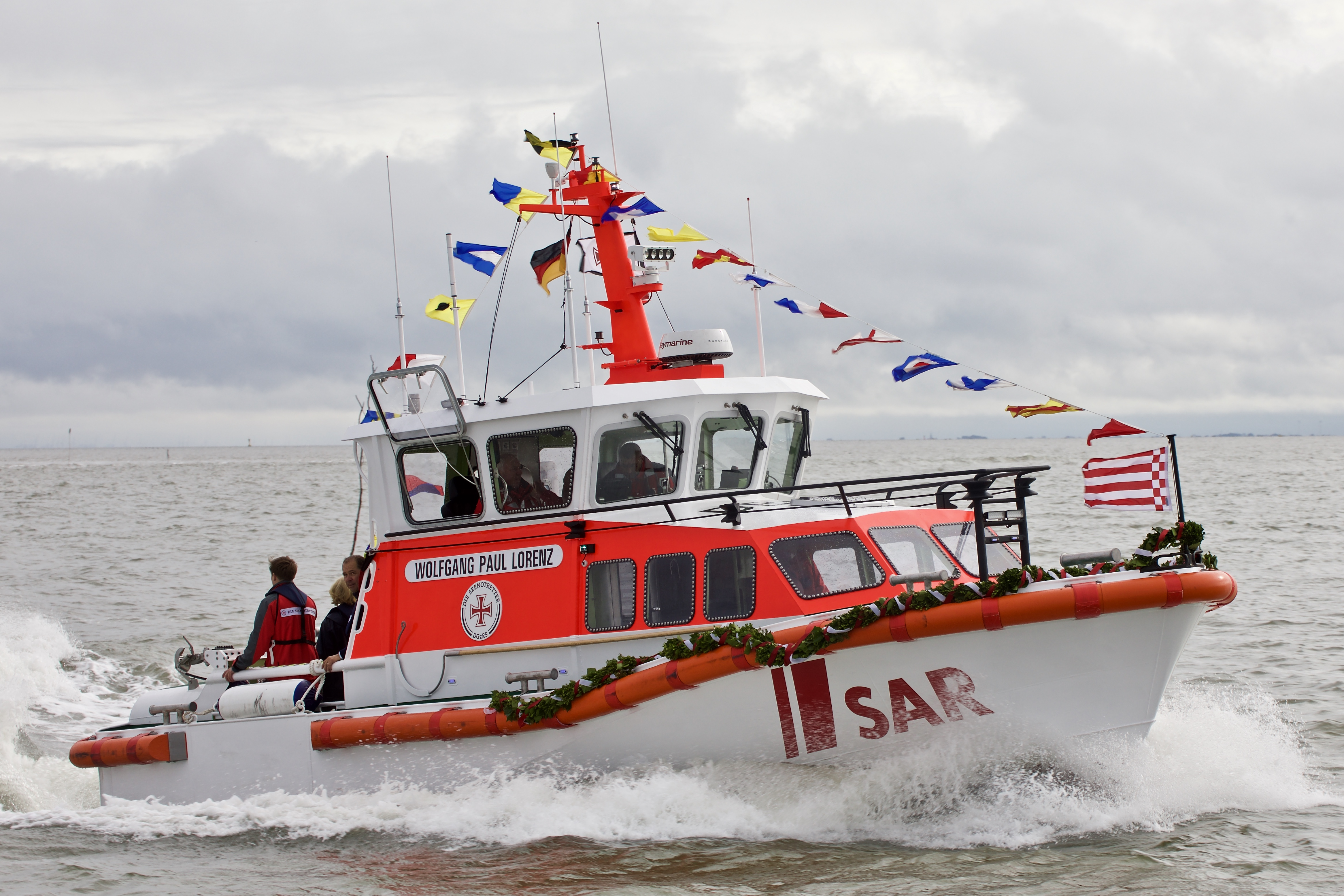
Aktuelles SRB der 9,5/10,2-m-Klasse

Zum Ersatz für ältere Motorrettungsboote und zum Schließen der Lücken bei der Seenotrettung zwischen den 'Kreuzerstationen', besonders auch in den Flachwasserbereichen, hat die DGzRS ab 1971 kleinere Einheiten bis zu 12 Meter Länge in Dienst gestellt, die sie als Seenotrettungsboote bezeichnet. Diese Einheiten mit geringem Tiefgang und hoher Manövrierfähigkeit stellen heute rund zwei Drittel der gesamten Rettungsflotte dar. Äußeres Kennzeichen sind ein geschlossenes Deckshaus und eine Rettungspforte auf Höhe der Wasserlinie. Wie die großen Einheiten sind sie seit Anfang an vollständig aus Aluminium gefertigt und als Selbstaufrichter konstruiert. Bei neueren Booten kommt auch Kunststoff zum Einsatz. Die aktuellen Boote besitzen Motorleistungen zwischen 200 und 400 PS und erreichen Geschwindigkeiten bis zu 38 Knoten. Sie werden von einer ehrenamtlichen Besatzung gefahren und stehen nach Alarmierung kurzfristig zum Einsatz bereit. Nachdem 2024 das letzte Boot der 8,5-Meter-Klasse ausgeflottet wurde und 2025/26 die drei Boote der 7-Meter-Klasse ersetzt wurden stehen aktuell bei der DGzRS noch vier Baureihen in Dienst:
- 9,5-Meter-Klasse – seit 1999
- 10,1-Meter-Klasse – seit 2003
- 8,9-Meter-Klasse – seit 2018
- 8,4-Meter-Klasse  – seit 2023[18]

Die technischen Daten aller jemals gebauten Seenotrettungsboote und eine Karte der aktuellen Stationierungsorte enthält der Hauptartikel.

### Trainingsschiffe

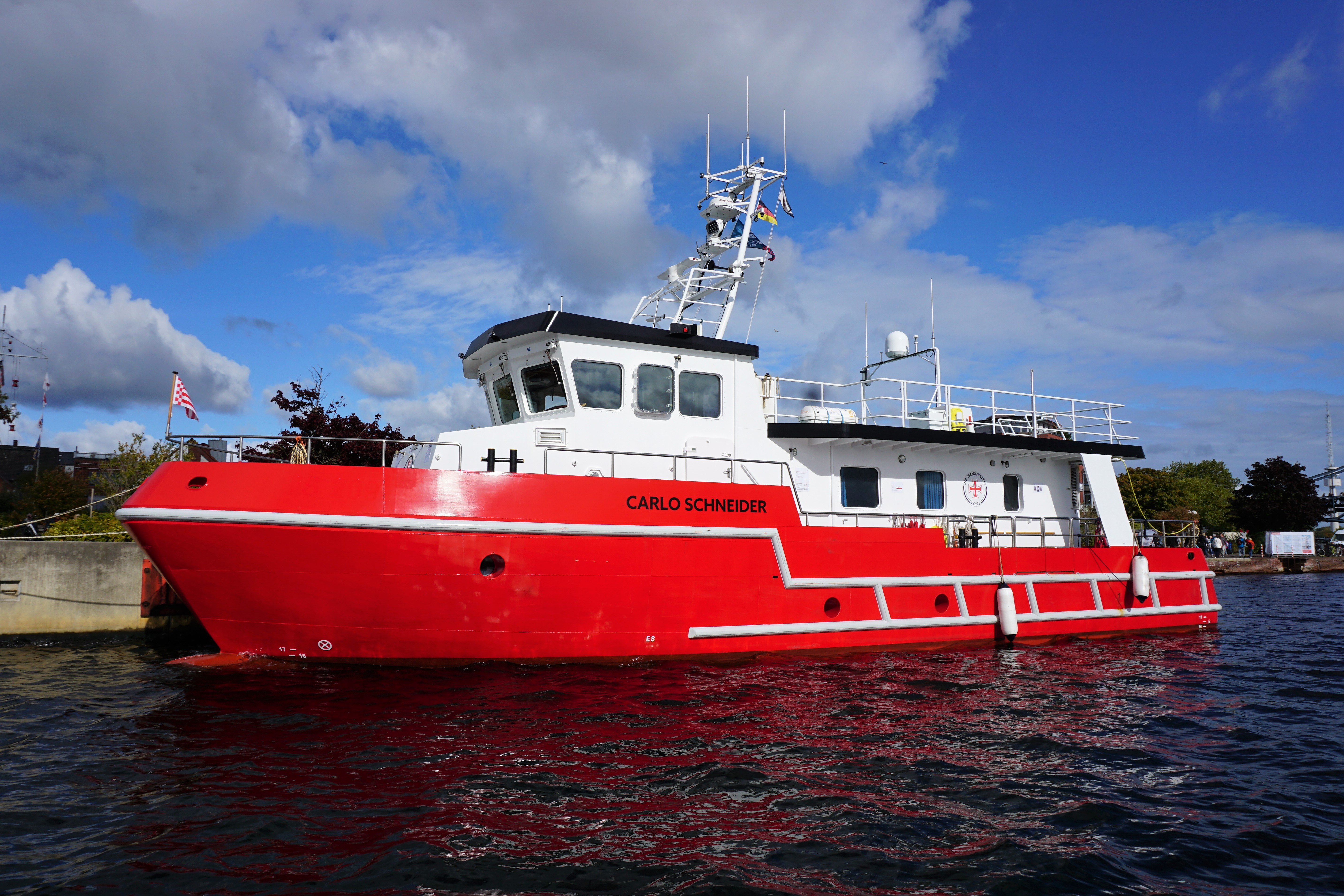
Trainingsschiff Carlo Schneider

Für das Trainingszentrum der Seenotretter sind folgende Einheiten im Einsatz:
- Mervi (seit 2018) und Walter Rose (seit 2020), zwei Boote der 9,5/10,1-Meter-Klasse
- Carlo Schneider (seit 2021), ein Einzelschiff
- Christoph Langner (seit 2022), ein Boot der 8,9-Meter-Klasse

### Rettungseinheiten ohne feste Station
Zur Erhaltung der Einsatzbereitschaft bei den hohen Beanspruchungen im Seenotrettungsdienst müssen alle Seenotkreuzer regelmäßig zu Inspektionen, die im Fall von Generalüberholungen einen mehrmonatiger Aufenthalt auf einer Werft erfordern. Falls die anstehenden Arbeiten nicht in der hauseigenen Werft in Bremen erfolgen können, wird eine externe Werft damit beauftragt. Während der Abwesenheit von der angestammten Station übernimmt im Regelfall eine Rettungseinheit ohne feste Station den Dienst dort. Die Kreuzer dieser Rettungseinheiten, auch als Springer bezeichnet, haben ebenfalls eine Stammbesatzung, die während der Vertretungszeit revierkundige Verstärkung vom Team der jeweiligen Station erhält.
Viele Jahre bildeten zwei Kreuzer der 23,3-Meter-Klasse die Springer für die Aushilfe. Die zu Anfang der 1990er Jahre gebauten Einheiten dieser Klasse hatten die durchschnittliche Dienstzeit von 30 Jahren erreicht und konnten ausgemustert werden. Durch die beiden 2021 stationierten Neubauten sind nun zwei Kreuzer der 23-Meter-Klasse ohne feste Station. Sie wurden nach rund 25 Jahren auf der DGzRS-Werft einer Grundüberholung unterzogen und stehen für die nächsten Jahre für Springereinsätze oder für Werbe- und Charity-Veranstaltungen zur Verfügung.
Zur Vertretung auf den Freiwilligenstationen können ebenfalls Springer eingesetzt werden, die aus der ersten Bauserie der 9,5-Meter-Klasse stammen. Im Notfall stehen auch die Boote der SAR-Schule in Neustadt zur Verfügung.

## Stationen der DGzRS an der Nord- und Ostsee
Die hauptamtlich besetzten Seenotrettungsstationen sind mit einem Seenotrettungskreuzer  ausgestattet, der rund um die Uhr (24/7) auslaufbereit ist. Auf den ehrenamtlich besetzten Stationen liegen Seenotrettungsboote  in Bereitschaft, die durch Freiwillige der Umgebung kurzfristig besetzt werden.
| Helgoland |

| List auf Sylt |

| Hörnum |

| Amrum |

| Nordstrand |

| Eiderdamm |

| Büsum |

| Brunsbüttel |

| Cuxhaven |

| Bremerhaven |

| Fedderwardersiel |

| Wilhelms- haven |

| Hooksiel |

| Horumersiel |

| Wangerooge |

| Langeoog |

| Neuhar- lingersiel |

| Baltrum |

| Norderney |

| Norddeich |

| Juist |

| Borkum |

| Langballigau |

| Gelting |

| Maasholm |

| Olpenitz |

| Schleswig |

| Damp |

| Eckern- förde |

| Schilksee |

| Laboe |

| Lippe (Ortsteil von Behrensdorf) |

| Heiligen- hafen |

| Fehmarn (Puttgarden) |

| Fehmarn (Burgstaaken) |

| Großenbrode |

| Grömitz |

| Neustadt |

| Travemünde |

| Timmendorf |

| Kühlungsborn |

| Warnemünde |

| Wustrow |

| Darßer Ort |

| Prerow/Wieck |

| Zingst |

| Stralsund |

| Vitte |

| Breege |

| Glowe |

| Sassnitz |

| Lauterbach |

| Greifswalder Oie |

| Freest |

| Zinnowitz |

| Ueckermünde |

| DGzRS Zentrale |

| NORDSEE |

| OSTSEE |

| BREMEN |

| HAMBURG |

| SCHLESWIG-HOLSTEIN |

| NIEDERSACHSEN |

| MECKLENBURG-VORPOMMERN |

- Eine Karte mit den Stationsorten der einzelnen Seenotkreuzer mit Namen und Klasse steht unter → Karte Rettungskreuzerstationen
- Eine Karte mit den Stationsorten der einzelnen Seenotrettungsboote mit Namen und Klasse steht unter → Karte Rettungsbootstationen

| Tabelle der DGzRS-Rettungsstationen    |                                        |                                        |                                     |                                     |
| Station mit Seenotrettungskreuzer (18) | Station mit Seenotrettungskreuzer (18) | Station mit Seenotrettungskreuzer (18) | Station mit Seenotrettungsboot (37) | Station mit Seenotrettungsboot (37) |
| Nordsee                                | Nordsee                                | Nordsee                                | Ostsee                              | Ostsee                              |
| Niedersachsen                          | Bremen                                 | Schleswig-Holstein                     | Schleswig-Holstein                  | Mecklenburg-Vorpommern              |
| Station Baltrum                        | Station Bremerhaven                    | Station Amrum                          | Station Damp                        | Station Breege                      |
| Station Borkum                         |                                        | Station Brunsbüttel                    | Station Eckernförde                 | Station Darßer Ort                  |
| Station Cuxhaven                       |                                        | Station Büsum                          | Station Fehmarn                     | Station Freest                      |
| Station Fedderwardersiel               |                                        | Station Eiderdamm                      | Station Gelting                     | Station Glowe                       |
| Station Hooksiel                       |                                        | Station Helgoland                      | Station Großenbrode                 | Station Greifswalder Oie            |
| Station Horumersiel                    |                                        | Station Hörnum                         | Station Grömitz                     | Station Kühlungsborn                |
| Station Juist                          |                                        | Station List                           | Station Heiligenhafen               | Station Lauterbach                  |
| Station Langeoog                       |                                        | Station Nordstrand                     | Station Laboe                       | Station Prerow/Wieck                |
| Station Neuharlingersiel               |                                        |                                        | Station Langballigau                | Station Sassnitz                    |
| Station Norddeich                      |                                        |                                        | Station Lippe/Weißenhaus            | Station Stralsund                   |
| Station Norderney                      |                                        |                                        | Station Maasholm                    | Station Timmendorf/Poel             |
| Station Wangerooge                     |                                        |                                        | Station Neustadt                    | Station Ueckermünde                 |
| Station Wilhelmshaven                  |                                        |                                        | Station Olpenitz                    | Station Vitte/Hiddensee             |
|                                        |                                        |                                        | Station Schilksee                   | Station Warnemünde                  |
|                                        |                                        |                                        | Station Schleswig                   | Station Wustrow                     |
|                                        |                                        |                                        | Station Travemünde                  | Station Zingst                      |
|                                        |                                        |                                        |                                     | Station Zinnowitz                   |
| 13 Stationen                           | 1 Station                              | 8 Stationen                            | 16 Stationen                        | 17 Stationen                        |
| Stand: 2023                            |                                        |                                        |                                     |                                     |

## Sonstiges

### Einsatzstatistik

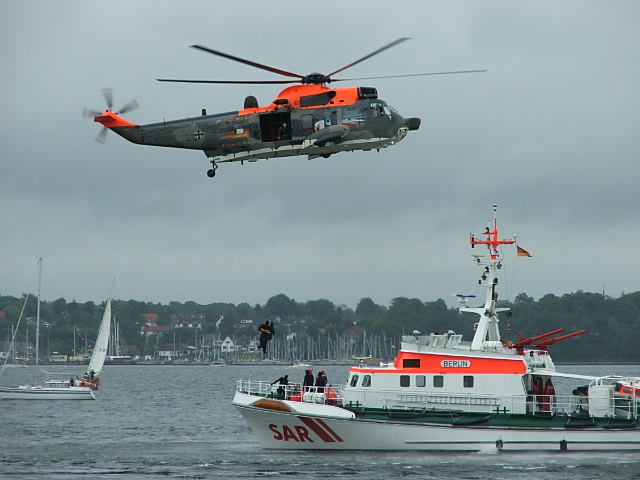
Einsatz Luft- und Seerettung

Bereits im Juni 1902 berichteten die Betreiber der DGzRS über folgende Hilfsaktionen innerhalb eines Rechnungsjahres: 24 Einsätze zu verunglückten Schiffen waren erfolgt, wodurch 128 Menschenleben gerettet werden konnten, davon 110 mit Booten und 38 mit Raketenapparaten. Seit der Gründung der Gesellschaft hatte sich bis dahin die Zahl der geretteten Personen auf fast 3.000 erhöht.
Die Besatzungen der 60 Seenotkreuzer und Seenotrettungsboote in Nord- und Ostsee werden pro Jahr über 2.000 Mal zu einem Einsatz gerufen. Das sind im Durchschnitt sechs Einsätze pro Tag. Erstes Ziel ist es, Menschenleben auf See zu retten oder aus drohender Gefahr zu befreien. Mit Stand vom Ende des Jahres 2023 sind in der Gesamtbilanz seit dem Bestehen der Gesellschaft 86.321 Menschen aus Seenot gerettet oder aus lebensbedrohenden Situationen befreit worden.
Neben der Seenotrettung übernimmt die Gesellschaft den Transport von erkrankten oder verletzten Menschen, die von Seeschiffen, Inseln oder Halligen zum Festland gebracht werden müssen. Um Schiffe und Boote vor dem Totalverlust zu bewahren, fahren die Seenotretter pro Jahr etwa 1.000 Hilfseinsätze für Wasserfahrzeuge aller Art. Zum Erhalt der Revierkenntnisse der Besatzungen werden regelmäßig Kontrollfahrten durchgeführt, um auch bei schlechten Witterungsverhältnissen jederzeit sicher manövrieren zu können.
| Einsatzstatistik der Jahre 2017 bis 2024               |       |       |       |       |       |       |       |       |       |       |       |       |
|                                                        | 2024  | 2023  | 2022  | 2021  | 2020  | 2019  | 2018  | 2017  | 2013  | 2011  | 2010  | 2006  |
| Anzahl Stationen                                       | 55    | 55    | 55    | 55    | 55    | 55    | 55    | 54    | N.N.  | 54    | N.N.  | 54    |
| Anzahl Rettungsboote                                   | 60    | 60    | 60    | 60    | 60    | 59    | 59    | 60    | 60    | 61    | N.N.  | 61    |
| Anzahl Einsätze                                        | 1.775 | 1.938 | 1.883 | 2.023 | 1.720 | 2.140 | 2.156 | 2.056 | 2.081 | 2.106 | 2.044 | 2.001 |
| Anzahl Menschen bei Einsätzen geholfen                 | 2.967 | 3.532 | 3.289 | 3.505 | 3.492 | 3.396 | n.n.  | n.n.  | N.N.  | N.N.  | N.N.  | N.N.  |
| Anzahl Menschen aus Seenot gerettet                    | 79    | 103   | 91    | 61    | 40    | 81    | 38    | 58    | 65    | 56    | 110   | 91    |
| Anzahl Menschen aus drohender Gefahr befreit           | 403   | 402   | 306   | 272   | 317   | 270   | 318   | 432   | 653   | 1.267 | 1.020 | 510   |
| Krankentransporte von Schiffen und Inseln zum Festland | 243   | 304   | 361   | 324   | 251   | 373   | 369   | 467   | 438   | 453   | 476   | 549   |
| Anzahl Schiffe/Boote vor Totalverlust bewahrt          | 26    | 40    | 39    | 36    | 49    | 54    | 56    | 60    | 36    | 59    | 82    | 32    |
| Hilfeleistungen für Wasserfahrzeuge                    | 900   | 986   | 920   | 1.043 | 915   | 1.014 | 1.012 | 890   | 967   | 946   | 941   | 859   |
| Einsatzanläufe und Sicherungsfahrten                   | 616   | 607   | 564   | 620   | 508   | 606   | 613   | 537   | 513   | 513   | 447   | 437   |
| Kontrollfahrten                                        | 2.572 | 2.529 | 2.682 | 2.554 | 2.686 | 2.712 | 2.747 | 2.633 | 3.052 | 3.068 | 3.054 | N.N.  |

Quelle: Jahrbücher der DGzRS z. B. und
Die Ostsee-Station Laboe bei Kiel war 2017 die Station mit den meisten Einsätzen und wurde 123-mal gefordert – im Durchschnitt alle drei Tage. Pro Jahr fahren allein die 20 Seenotrettungskreuzer rund 70.000 Seemeilen oder rund 130.000 Kilometer und damit mehr als dreimal um die Erde.

### Unglücke
Da Seenotrettung oftmals bei schwierigen Wetterverhältnissen nötig wird, ist die Tätigkeit seit jeher mit Gefahren verbunden. Immer wieder kommt es daher zu Unglücken und Unfällen, bei denen Rettungsmänner auf See bleiben. Seit Gründung der DGzRS sind insgesamt 45 Seenotretter in Ausübung ihres Dienstes ums Leben gekommen. Zuletzt verunglückten 1967 der Seenotrettungskreuzer Adolph Bermpohl in einem Orkan vor Helgoland, wobei alle vier Rettungsmänner und drei Schiffbrüchige ums Leben kamen, sowie 1995 der Seenotrettungskreuzer Alfried Krupp, der zwei von vier Besatzungsmitgliedern verlor. Auf einem Gedenkplatz an der Süderstraße auf Borkum steht ein Gedenkstein für die beiden Rettungsmänner der Alfried Krupp.

### Flaggen und Schiffslogo

Flagge der DGzRS

Seit 150 Jahren führt die DGzRS das rote Hansekreuz auf weißem Grund mit dünnem schwarzen Rand als allgemeines Erkennungszeichen. Die Farben Rot und Weiß waren die Farben der Hanse und zierten die Stadtflaggen einiger Hansestädte. Der Norddeutsche Bund genehmigte Flagge und Farben der DGzRS per Erlass am 23. Mai 1868. Die rechteckige Dienstflagge wird auf Schiffen, Booten und Rettungsstationen gezeigt und das runde Emblem kennzeichnet sämtliches Inventar vom Schiff bis zur Rettungsweste.
Da Bremen mit der DGzRS-Zentrale Heimathafen der Flotte ist, tragen alle Einheiten die Bremer Flagge als Gösch am Bug. Daneben zeigen alle Kreuzer und Boote von der Seite her am Rumpf ein einheitliches Logo mit zwei roten schräg verlaufenden Streifen. Das Logo wird ergänzt durch die drei Buchstaben „SAR“, der internationalen Abkürzung für den Such- und Rettungsdienst.

### 150. Jubiläum
Mit einem großen Fest beging die Gesellschaft ihr 150-jähriges Gründungsjubiläum im Mai 2015. Der damalige Schirmherr, Bundespräsident Joachim Gauck, würdigte die Arbeit der Seenotretter bei einem Festakt im Bremer Rathaus. In Bremen und Bremerhaven wurden ein neues Seenotrettungsboot und ein neuer Seenotrettungskreuzer getauft. Außerdem fand in Bremerhaven eine Ausstellung von Seenotrettungsschiffen (Open Ship) aus aller Welt und die Internationale Konferenz der Seenotrettungsdienste statt. Das Bundesministerium der Finanzen hat zu Ehren der Seenotretter ein Sonderpostwertzeichen im Wert zu 62 Cent und eine 10-Euro-Gedenkmünze als gesetzliches Zahlungsmittel herausgegeben. Zur Würdigung um die Leistungen der Gesellschaft wurde ihr im Jahr 2015 zudem der Tourismuspreis Mecklenburg-Vorpommern überreicht.

### Auszeichnungen
1866 stiftete die Gesellschaft eine Auszeichnung für die Rettung aus Seenot, die Gesellschaftsmedaille. Hinzu kam die Laeisz-Medaille, die aus einer 1892 vom Verein zur Rettung Schiffbrüchiger auf hoher See zu Hamburg in die Gesellschaft eingebrachten Stiftung herrührte. Allein bis 1911 sind aus der Laeisz-Stiftung für 2926 gerettete Menschenleben 14 große goldene, 68 kleine goldene, 186 große silberne und 169 kleine silberne Medaillen und in bar Mark 45398 verliehen worden.
1955 vereinigte die Gesellschaft die beiden Medaillen und stiftete an ihrer Stelle die Medaille für Rettung aus Seenot am Bande der Deutschen Gesellschaft zur Rettung Schiffbrüchiger in drei Stufen: Bronze, Silber und Gold. Die Verleihung erfolgt durch den Gesellschaftsvorstand.

### Schirmherren und Botschafter

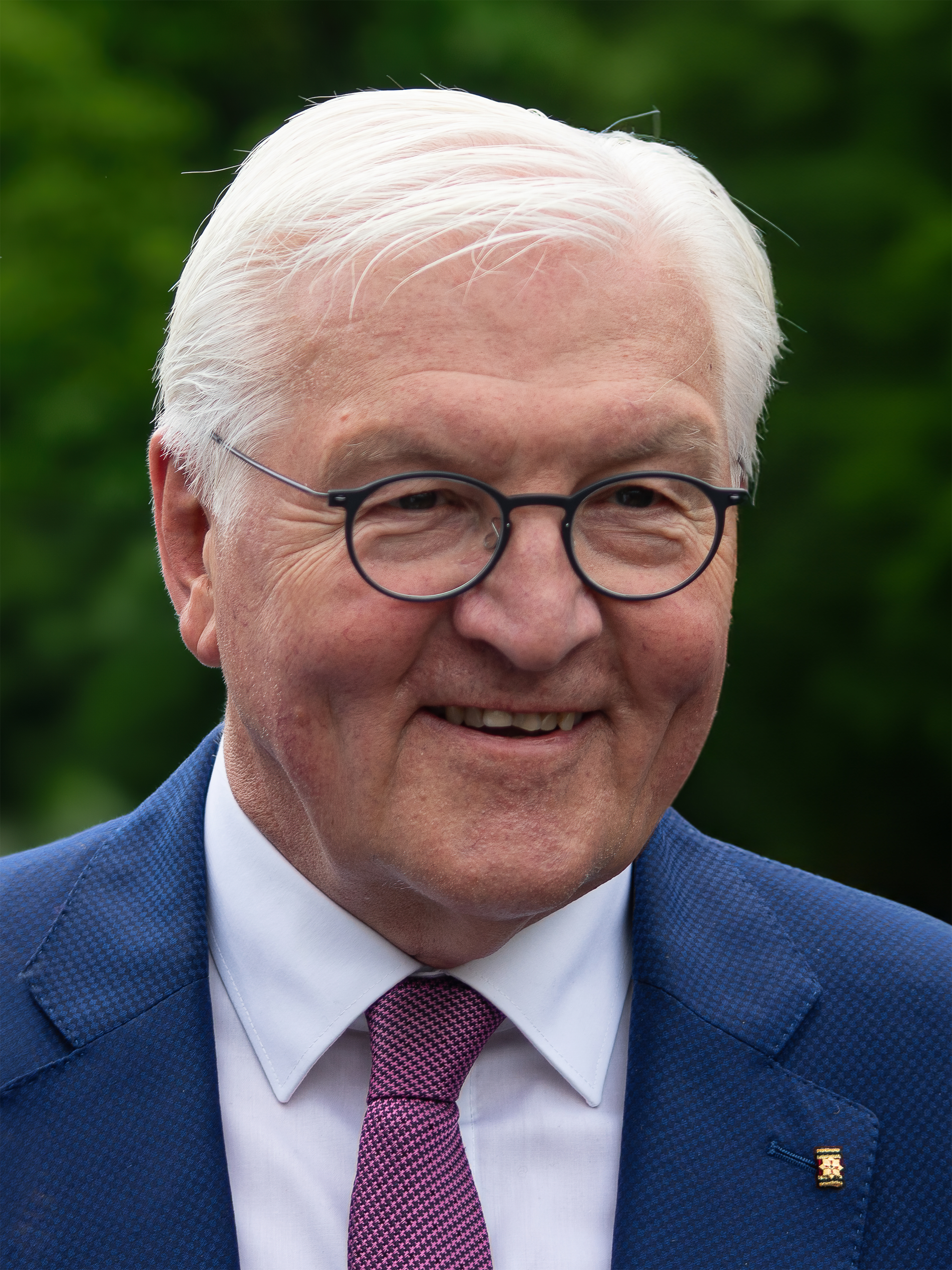
Frank-Walter Steinmeier, als Bundespräsident auch Schirmherr der Seenotretter

Bereits der preußische König Wilhelm I. hatte die Schirmherrschaft über das Rettungswerk übernommen. Diese Tatsache hatte 1868 letztendlich auch den Stralsunder Verein zum Beitritt bewegen können. Seit 1950 ist der amtierende deutsche Bundespräsident Schirmherr der Gesellschaft. Zudem ernennt die DGzRS seit dem Jahr 2000 jährlich eine prominente Persönlichkeit zum Botschafter (auch „Bootschafter“ genannt), die ehrenamtlich für die Seenotretter wirbt.
| Jahr | Name                               | Beruf                         |
| ---- | ---------------------------------- | ----------------------------- |
| 2000 | Reinhard Mey                       | Liedermacher                  |
| 2001 | Jörg Kachelmann                    | Moderator, Journalist         |
| 2002 | Carmen Nebel                       | Fernsehmoderatorin            |
| 2003 | Godewind                           | Musikgruppe                   |
| 2004 | Otto Sander †                      | Schauspieler                  |
| 2005 | Achim Reichel                      | Musiker, Komponist, Produzent |
| 2006 | Birgit Fischer                     | Kanurennsportlerin            |
| 2007 | Jan Fedder †                       | Schauspieler                  |
| 2008 | Thomas Schaaf                      | Fußballtrainer                |
| 2009 | Bettina Tietjen                    | Fernsehmoderatorin            |
| 2010 | Tim Mälzer                         | TV-Koch                       |
| 2011 | Uwe Friedrichsen †                 | Schauspieler                  |
| 2012 | Frank Schätzing                    | Schriftsteller                |
| 2013 | Yared Dibaba                       | Fernsehmoderator              |
| 2014 | Klaus Lage                         | Musiker                       |
| 2015 | Deutsche Kammerphilharmonie Bremen | Orchester                     |
| 2016 | Markus Knüfken                     | Schauspieler                  |
| 2017 | Heike Götz                         | Moderatorin                   |
| 2018 | Till Demtrøder                     | Schauspieler                  |
| 2019 | Bernd Flessner                     | Windsurfer                    |
| 2020 | Anke Harnack                       | Moderatorin                   |
| 2021 | Wolf-Rüdiger Marunde               | Cartoonist, Illustrator       |
| 2022 | Barbara Wussow                     | Schauspielerin                |
| 2023 | Linus Erdmann                      | Kitesurfer                    |
| 2024 | Santiano                           | Musikgruppe                   |
| 2025 | Klaus-Peter Wolf                   | Schriftsteller                |

### Tag der Seenotretter
Jeweils am letzten Juli-Wochenende präsentiert die DGzRS auf vielen ihrer Stationen ihre Seenotrettungskreuzer und Seenotrettungsboote. Besucher können die Rettungseinheiten besichtigen, Vorführungen erleben und mit den Besatzungen ins Gespräch kommen. Die Einsatzbereitschaft der Rettungsflotte bleibt dabei stets gewahrt. Der erste Tag der Seenotretter fand unter dem Motto „Mayday“ am 5. Mai 1996 ausschließlich in der Zentrale der DGzRS statt. Seit 1999 veranstaltet die DGzRS den Tag der Seenotretter jährlich auf ihren Rettungsstationen an der Küste und auf den Inseln.

### Historisch
- Verein zur Rettung Schiffbrüchiger in Ostfriesland
- Neuvorpommersch-Rügenscher Verein zur Rettung Schiffbrüchiger

### National
- Deutsche Lebens-Rettungs-Gesellschaft (Binnengewässer und Küstenstrand)
- Liste der Seenotrettungseinheiten der DGzRS
- Liste der Rettungsbootstationen der DGzRS
- Wasserwacht
- Heftreihe Katastrophen auf See

### International
- Liste von Organisationen zur Seenotrettung
- Listen schwerer Seeunfälle

## In Film und Fernsehen
- Aus dem Logbuch der „Peter Petersen“ (ZDF-Fernsehserie 1977, mit dem Seenotrettungskreuzer Ruhr-Stahl als Filmrequisite).
- Die Seenotretter (NDR-Doku-Reihe 2025).